# Yvonne Dausab

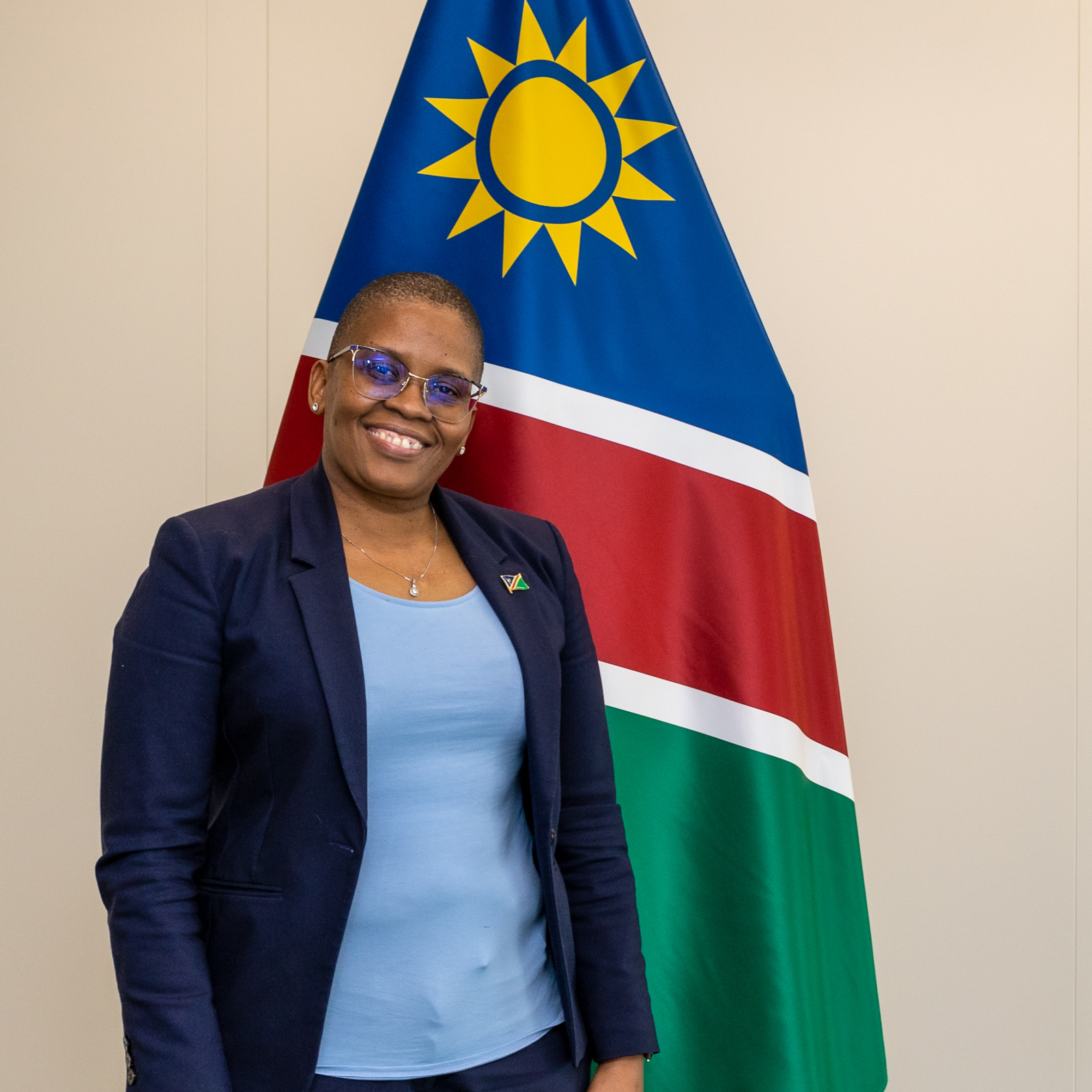
Yvonne Dausab (2022)

Yvonne Dausab (* 6. November 1974 in Windhoek, Südwestafrika) ist eine namibische Politikerin der SWAPO. Sie war von 2020 bis März 2025 Ministerin für Justiz. 

## Leben
Dausab hält einen Bachelor in Rechtswissenschaften der Universität des Westkaps in Südafrika sowie einen LL.M. der Universität Pretoria. Sie ist seit dem Jahr 2000 als Rechtsanwältin vor dem High Court zugelassen und seit 2015 Notarin.
Bis 2014 arbeitete Dausab als Programmsprecherin beim Fernsehen. Zudem war Dausab Lehrbeauftragte an der Universität von Namibia. Von 2015 bis 2020 war sie Vorsitzende der Law Reform and Development Commission.
Dausab war von 2020 bis 2025 vom Staatspräsidenten berufene Abgeordnete der Nationalversammlung. 